# Matthieu Donarier
Matthieu Donarier, est un saxophoniste de jazz français, né le 6 avril 1976 à Nantes.

## Biographie
Matthieu Donarier commence à apprendre la clarinette, avant de se consacrer au saxophone à l'âge de 15 ans. Après avoir étudié la musique classique et le jazz au conservatoire de Rennes, il passe 4 ans au Conservatoire national supérieur de musique et de danse de Paris dans le département Jazz. Il obtient un premier prix en 1998 à l'unanimité.
À la même période, il fonde le Matthieu Donarier Trio avec le guitariste Manu Codjia et le batteur Joe Quitzke. Ils gagnent le Concours National de la Défense en 1999. Le groupe donne de nombreux concerts en Europe, au Proche-Orient et au Canada. Leur premier album, OpticTopic, sort en 2005.
En 2003, il crée un duo avec le contrebassiste Sébastien Boisseau, en marge du festival de jazz de Meslay-Grez. Le duo joue alors pour des élèves d'école primaire, mais aussi d'écoles de musique, selon un scénario d'échange et de proximité avec le public. Ils continuent à se produire pendant plusieurs années en concert, parfois dans des endroits insolites comme des hangars, granges, moulins... Un disque intitulé WOOD sort en 2013 chez Yolk qui documente leur travail, mélange d'enregistrements studio et live, notamment à l'Europajazz Festival. Le disque est très bien accueilli par la critique, relevant la beauté du son et le sens de la phrase, malgré un discours minimaliste, voire austère.
Entre 2003 et 2010, il participe au Stéphane Kerecki Trio avec le contrebassiste Stéphane Kerecki et le batteur Thomas Grimmonprez. Ils enregistrent quatre albums, Story Tellers (2004) et Focus Danse (2007)) avec le trio d'origine, puis collaborent entre 2008 et 2012 avec le saxophoniste Tony Malaby (Houria, 2009), auquel s'ajoute le pianiste Bojan Z pour un ultime album, cette fois en quintet (Sound Architects, 2012).
En 2006 débute une longue collaboration avec la chanteuse Poline Renou, spécialisée dans les musiques anciennes et contemporaines. Un album, Kindergarten, sortira en 2007 sur le label Yolk Records. Les concerts et concerts-lectures se multiplient durant de longues années, jusqu'à la création d'un trio avec le percussionniste Sylvain Lemêtre, ce qui laisse présager la sortie d'un futur album.
En 2009 sort Live Forms, second album du Trio avec Manu Codjia et Joe Quitzke, enregistré en concerts pour les dix ans du groupe, puis Papier Jungle en 2014, enregistré sur scène également pour les quinze ans. Une discographie parcimonieuse, laissant le temps au trio de mûrir le propos et de pousser plus loin la complicité avant chaque nouvel opus.
Plus récemment, une nouvelle collaboration avec le guitariste et compositeur Santiago Quintans a donné naissance à Sun Dome, un album en duo paru en novembre 2017 chez Clean Feed Records.
Parallèlement à ses activités de leader initiées en 1999 avec son trio, il a développé de longues collaborations avec Daniel Humair, Fred Pallem & Le Sacre du Tympan, Gabor Gado, Alban Darche, Stéphane Kerecki, Patrice Caratini, Stephan Oliva…il a également partagé la scène avec Tony Malaby, John Scofield, Pierre Favre, Dave Liebman, Sylvie Courvoisier, Marc Ducret, Pat Metheny, Chris Potter, Bruno Chevillon, Joachim Kühn, Sophia Domancich, Simon Goubert, Régis Huby...

## Discographie

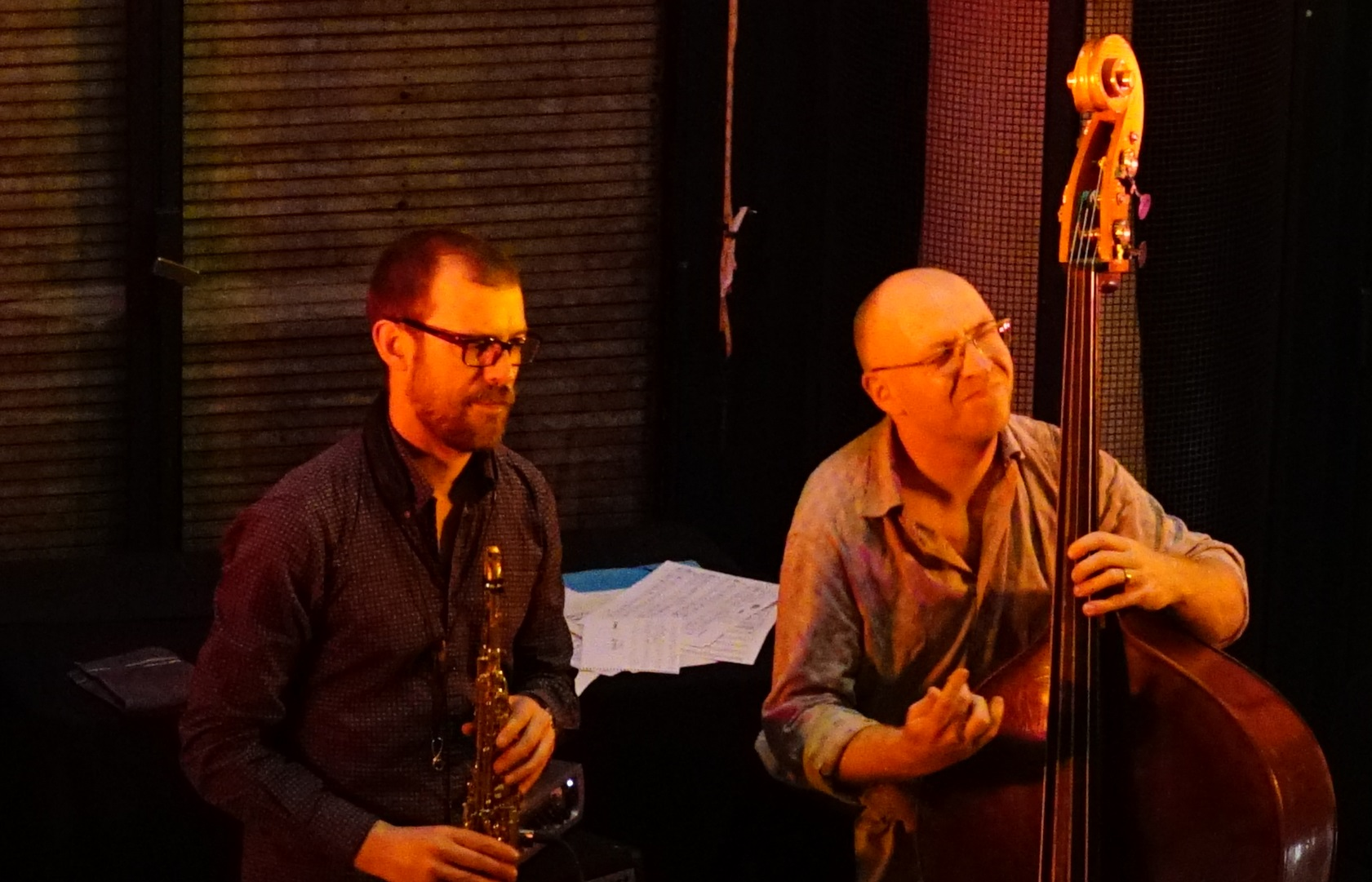
En duo avec Sébastien Boisseau.

### En tant que leader
- 2005 OpticTopic, Matthieu Donarier Trio w. Manu Codjia & Joe Quitzke (YolkRecords)
- 2008 Kindergarten, duo w. Poline Renou  (YolkRecords)
- 2009 Live Forms, Matthieu Donarier Trio w. Manu Codjia & Joe Quitzke (YolkRecords)
- 2013 Wood, duo w. Sébastien Boisseau, (YolkRecords)
- 2014 The Visible Ones, duo w. Albert van Veenendaal (Cleanfeed Records)
- 2015 Papier Jungle, Matthieu Donarier Trio w. Manu Codjia & Joe Quitzke  (YolkRecords)
- 2017 Sun Dome, duo w. Santiago Quintans (Clean Feed Records)
- 2022 Bestiaire #01 I Explorations, avec Ève Risser, Karsten Hochapfel, Toma Gouband (BMC)

### En tant que sideman
(liste non exhaustive)
Avec Gábor Gadó Quartet
- 2000 : Greetings from the Angel (BMC)
- 2001 : Homeward, (BMC)
- 2002 : Orthodoxia (BMC)
- 2003 : Unknown Kingdom, (BMC)
- 2004 : Modern Dances for the Advanced in Age (BMC)
- 2005 : Psyche (BMC)
- 2006 : Opera Budapest (BMC)
- 2008 : Byzantinum (BMC)
- 2013 : Ungrund, Gábor Gadó Quartet avec Dave Liebman (BMC)

Avec Patrice Caratini Jazz Ensemble
- 2004 : From the Ground
- 2008 : De l’amour et du réel
- 2009 : Latinidad
- 2014 : Body & Soul (Caramusic)

Avec Stéphane Kerecki Trio
- 2004 : Story Tellers
- 2007 : Focus Danse, Stéphane Kerecki Trio (ZigZag)
- 2009 : Houria, Stéphane Kerecki Trio avec Tony Malaby (ZigZag Territoires)
- 2012 : Sound Architects, Stéphane Kerecki Trio avec Tony Malaby & Bojan Z (Outnote)

Avec Alban Darche
- 2005 : La Martipontine, Alban Darche & Le Gros Cube (YolkRecords)
- 2007 : Le Pax, Alban Darche & Le Gros Cube avec Philippe Katerine (YolkRecords)
- 2008 : Polar Mood, Alban Darche & Le Gros Cube (YolkRecords)
- 2013 : Orphicube (Pépin&Plume, 2013)
- 2013 : My Xmas Trax (Pépin&Plume, 2013)
- 2013 : Queen Bishop, Alban Darche & Le Gros Cube (YolkRecords)
- 2014 : Perception Instantanée, Alban Darche & l'Orphicube (YolkRecords)

Autres collaborations
- 2002 : Le Sacre du Tympan, Fred Pallem & Le Sacre du tympan
- 2003 : Baby Boom, Daniel Humair
- 2004 : Itinéraire Imaginaire, Stéphan Oliva (Sketch)
- 2006 : Le Retour, Fred Pallem  & Le Sacre du tympan
- 2007 : Time Setting, Unit (BMC)
- 2008 : Bonus Boom, Daniel Humair
- 2008 : La Grande Ouverture, Fred Pallem & Le Sacre du tympan (Atmosphériques)
- 2010 : Wavin', Unit avec Sébastien Boisseau, L. Blondiau, V. Kujala, M. Kallio (YolkRecords & Fiasko Records)
- 2011 : Le Génome de la Vache, Daniel Casimir & Yolk en Cuisine  (YolkRecords)
- 2011 : Zâr, Matthieu Donarier Trio + Ensemble Shanbehzadeh (Buda Musique)
- 2014 : Charlie & Edna, Stéphane Tsapis (Cloud)
- 2016 : Golan, Hubert Dupont (Ultrack)
- 2017 : Golan vol.2, Hubert Dupont (Ultrack)
- 2023 : Par terre en trio avec Jean-Jacques Birgé et Emmanuelle Legros (GRRR)